# Танковая армия «Африка»
Танковая армия «Африка» (нем. Panzerarmee Afrika) — создана 1 сентября 1941 года как танковая группа «Африка» (нем. Panzergruppe Afrika),
30 января 1942 года переименована в танковую армию «Африка» (нем. Panzerarmee Afrika),
1 октября 1942 переименована в немецко-итальянскую танковую армию (нем. Deutsch-Italienische Panzerarmee).
22 февраля 1943 года переименована в 1-ю итальянскую армию (нем. 1. italienische Armee), и вошла в состав группы армий «Африка».

## Состав
В сентябре 1941:
- Немецкий Африканский корпус
- 21-й итальянский армейский батальон
- 15-я танковая дивизия

В январе 1942:
- Немецкий Африканский корпус
- 10-й армейский корпус (итальянский)
- 21-й армейский корпус (итальянский)
- армейский корпус «Мармарика» (итальянский)
- 90-я лёгкая дивизия «Африка»

В апреле 1942:
- Немецкий Африканский корпус
- 20-й моторизованный корпус (итальянский)
- 10-й армейский корпус (итальянский)
- 21-й армейский корпус (итальянский)
- 90-я лёгкая дивизия «Африка»

В феврале 1943:
- Немецкий Африканский корпус
- 20-й моторизованный корпус (итальянский)
- 21-й армейский корпус (итальянский)
- 164-я лёгкая дивизия «Африка»
- 1-я парашютная бригада (люфтваффе)

## Командующие
- Генерал-фельдмаршал Эрвин Роммель (1 сентября 1941 — 17 февраля 1943)
- Генерал-майор Карл Бюловиус (17 — 22 февраля 1943 года)